# Regulace v praxi, aneb jak to dělám já
Regulace v praxi, aneb jak to dělám já je kniha Jaroslava Valtera pojednávající o regulaci vytápění a vzduchotechniky.

## Obsah
Kniha je rozdělena do tří hlavních částí:
- zdroje tepla
- spotřebiče tepla
- vzduchotechnika.[1]

Kniha nepopisuje celý obor, ale je spíš pomocníkem do kapsy. Je vhodná pro laiky, ale i pro odborníky.
V kapitole o zdrojích tepla jsou popsány principy zdrojů tepla a možnosti a problémy jejich regulace. Kapitola o spotřebičích tepla popisuje topné okruhy, podlahové vytápění, konvektory a jednotky fan-coil. Obě části obsahují popisy řídicích algoritmů. Do této druhé části jsou zařazena i témata dálkového dohledu řídicích systémů, přenosu dat a okrajově jsou zmíněny přepěťové ochrany.
Kniha není ucelenou příručkou, takže pro neznalého čtenáře se mohou některé informace jevit jako vytržené z kontextu a mohou mu chybět některé souvislosti.